# میدلهاگن
میدلهاگن (به آلمانی: Middelhagen) یک شهر در آلمان است که در فرپومرن-روگن واقع شده‌است. میدلهاگن ۶۰۵ نفر جمعیت دارد.